# Frank Cifaldi
Frank Cifaldi és un conservador, historiador i desenvolupador de videojocs. És el director de la Video Game History Foundation i ha col·laborat en projectes com Mega Man Legacy Collection Digital Eclipse i les remasteritzacions de The Disney Afternoon Collection. També és conegut per la seva extensa col·lecció personal de publicacions periòdiques de videojocs. Cifaldi també ha investigat els primers anuncis de videojocs, els primers prototips de Nintendo, i la data de llançament oficial de Super Mario Bros. Va oferir una presentació sobre la preservació dels jocs a la Game Developers Conference del 2016. Cifaldi també és un antic editor de funcions de Gamasutra i un antic amfitrió del podcast Retronauts.

## Remissions
1. ↑  Bowman, Mitch. «Inside The Video Game History Foundation». Polygon, 27-02-2017. [Consulta: 22 gener 2018].
2. ↑  Alexandra, Heather. «New Non-Profit Has Plans To Save Gaming's Past». Kotaku, 27-02-2017. [Consulta: 22 gener 2018].
3. ↑  Alexandra, Heather. «Why Some Video Games Are In Danger of Disappearing Forever». Kotaku, 12-12-2017. [Consulta: 22 gener 2018].
4. ↑  Sarkar, Samit. «Mega Man Legacy Collection remasters first six games this summer». Polygon, 08-06-2015. [Consulta: 22 gener 2018].
5. ↑  Hall, Charlie. «Why is The Disney Afternoon Collection so good? Because one of the devs helped pirate it as a kid». Polygon, 18-04-2017. [Consulta: 22 gener 2018].
6. ↑  Corriea, Alexa Ray. «These Lord of the Rings games were never released». Polygon, 25-09-2014. [Consulta: 22 gener 2018].
7. ↑  Hamilton, Kirk. «The First And Only English-Language Review Of Super Mario Bros.». Kotaku, 29-01-2014. [Consulta: 22 gener 2018].
8. ↑  Alexandra, Heather. «It Took Five Years For One Man To Find The First NES Advertisement». Kotaku, 19-12-2016. [Consulta: 22 gener 2018].
9. ↑  Hall, Charlie. «This could be the first code Satoru Iwata ever wrote for Nintendo». Polygon, 16-08-2016. [Consulta: 22 gener 2018].
10. ↑  Hamilton, Kirk. «Nobody Knows When the Hell Super Mario Bros. Was Released». Kotaku, 28-03-2012. [Consulta: 22 gener 2018].
11. ↑  Orland, Kyle. «How the demonization of emulation devalues gamings heritage». Ars Technica, 20-03-2016. [Consulta: 22 gener 2018].
12. ↑  Hall, Charlie. «Emulation isn't a dirty word, and one man thinks it can save gaming's history». Polygon, 18-03-2016. [Consulta: 22 gener 2018].
13. ↑  Kohler, Chris. «Take Frank Cifaldi's Job at Gamasutra». Wired, 09-04-2007. [Consulta: 22 gener 2018].
14. ↑  Parish, Jeremy. «Cover Story: Retronauts Looks Back 30 Years to the NES Launch». USgamer, 27-10-2015. Arxivat de l'original el 2021-12-09. [Consulta: 22 gener 2018].